# Перистил
Перистил (грч. περίστυλον,лат. peristylum, peristylium; пери == около; стилос == стуб) је трем образован од колонаде стубова који у хеленским и римским палатама, вилама и кућама ограђује и декорише фасаде са четири стране. Почев од IV века п. н. е., овај репрезентативни простор је чест у градовима, и то најпре у оквирима монументалних грађевина (агора, булеутерион, библиотека, позориште, резиденције хеленистичких владара), а касније унутар кућа, луксузних вила и царских палата.
У Италији, посебно у Помпеји, везан је за куће са атријумом и редовно је украшаван фонтанама и мозаицима. Перистил чија је једна страна виша од остале три се назива родоским перистилом (peristylium rhodicaum).
Чувен је и веома добро очуван перистил у Диоклецијановој палати у Сплиту.